# الجزائر في الألعاب الأولمبية الصيفية 2000
شاركت الجزائر في اولمبياد اثينا ب47 رياضي في 10 رياضات وحصلت على خمس ميداليات.
| المتوجون            | الاختصاص         | ذهبية | فضية | برونزية | المجموع |
| ------------------- | ---------------- | ----- | ---- | ------- | ------- |
| نورية مراح بنيدة    | 1500 متر         | 1     | 0    | 0       | 1       |
| علي سعيدي سيف       | 5000 متر         | 0     | 1    | 0       | 1       |
| سعيد قرني عيسى جبير | 800 متر          | 0     | 0    | 1       | 1       |
| عبد الرحمن حماد     | قفز عالي         | 0     | 0    | 1       | 1       |
| محمد علالو          | ملاكم خفيف الوسط | 0     | 0    | 1       | 1       |
| المجموع             | 5                | 1     | 1    | 3       | 5       |